# Suchodół (powiat płocki)
Suchodół – wieś sołecka w Polsce położona w województwie mazowieckim, w powiecie płockim, w gminie Brudzeń Duży.
Wieś duchowna położona była w drugiej połowie XVI wieku w powiecie płockim  województwa płockiego. W latach 1975–1998 miejscowość należała administracyjnie do województwa płockiego.